# Diecezja Mzuzu
Diecezja  Mzuzu – diecezja rzymskokatolicka w Malawi. Powstała w 1947 jako prefektura apostolska Północnej Niasy. Od 1961 diecezja pod obecną nazwą.

## Biskupi diecezjalni
- Prefekci apostolscy Północnej Niasy
  - O. Marcello Saint-Denis, M. Afr. (1947 – 1957)
  - Bp Jean-Louis Jobidon, M. Afr. (1958 – 1961)

- Biskupi diecezjalni
  - Bp Jean-Louis Jobidon, M. Afr. (1961 – 1987)
  - Bp Joseph Zuza (1995 – 2015)
  - bp John Alphonsus Ryan (2016 – 2025)
  - bp Yohane Suzgo Nyirenda (od 2025)